# Scalo de Pinedo
Lo Scalo de Pinedo è un ex porto sul fiume Tevere, a Roma.
Sorse alla fine del XIX secolo a rimpiazzare il Porto di Ripetta, demolito in quegli stessi anni per far posto ai muraglioni eretti a contenimento delle piene del fiume. Del vecchio porto scomparso, che sorgeva circa un chilometro più a valle sulla stessa sponda, il nuovo riprese il disegno architettonico settecentesco, opera di Alessandro Specchi.
Allorché il Piano Regolatore del 1909 sancì il cambio di destinazione della zona da industriale-artigianale a residenziale, il nuovo scalo, a pochi anni dalla sua inaugurazione, perse la propria funzione e cadde in disuso. Nel 1926 il regime fascista volle intitolarlo all'aviatore Francesco de Pinedo, artefice quello stesso anno di una trasvolata intercontinentale a bordo un idrovolante SIAI S.16, che terminò con l'atterraggio simbolico sul Tevere proprio di fronte allo scalo, il 7 novembre. A partire dal secondo dopoguerra l'area, da sempre incustodita, conobbe uno stato di progressivo abbandono e relativo degrado.
Nel 1974 sulla sommità fu eretta una stele dedicata a Giacomo Matteotti, che aveva abitato poco distante (in via Giuseppe Pisanelli, 40) e che nelle immediate vicinanze il 10 giugno 1924 era stato rapito e poco dopo assassinato.
Per la sua forma e la sua posizione, a partire dalla fine del XX secolo lo Scalo de Pinedo è anche divenuto luogo di elezione per graffitisti.